# 巨人練習中「直生」
巨人練習中「直生」（きょじんれんしゅうちゅう・ちょくなま）は、日テレジータスで放送されている読売ジャイアンツ公式戦の練習の模様を放送する番組である。

## 概要
- 日テレジータス（旧：G+）の開局当時（2002年）から開始。2015年から放送が途絶えていたが2020年より再開されている。
- 東京ドームで行われる巨人軍主催公式戦の試合前練習が行われる朝または日中（ナイトゲームは14:00から15:30、デーゲームは10:00～11:30）に、その練習の模様にカメラを置き、2020年[1]はジャイアンツ プレ&ポストゲームショーMCの阿出川浩之とレポーターの佐藤由季が、選手の談話や裏話を交えて、その日の試合の見所を解説する。なおデーゲームの場合は放送されないか、または午前中に行われる練習をNEARLIVE方式（撮って出し）で収録し、試合開始前に放送する。
- 巨人春季キャンプ中継もこの番組と同じ形式で放送される。また、日テレおよび系列局のアナウンサーに電話をつないで他球団のキャンプ情報を電話で伝える。
- テーマソング　黛敏郎「スポーツ行進曲」（かつて日本テレビプロ野球中継でも使用されていたもの）
- 協力東京ケーブルネットワーク・巨人軍
- 製作協力AXON
  - なお、字幕出しはTCN製作の物（日テレG+でも放送される巨人主管・東京ドーム開催でのイースタン・リーグ公式戦、およびGAORA共同制作・都市対抗野球大会や北海道日本ハムファイターズ・千葉ロッテマリーンズの東京ドーム主催試合で使われるフォントと同じ）を使用する。

| スタブアイコン | サブスタブ | この項目は、まだ閲覧者の調べものの参照としては役立たない、テレビ番組に関連した書きかけの項目です。この項目を加筆・訂正などしてくださる協力者を求めています（P:テレビ/PJ:放送または配信の番組）。 |